# Shi Shen
Shi Shen (Cinese: 石申, Wade-Giles: Shih Shen) (Stato di Wei, ... – ...; fl. IV secolo a.C.) è stato un astronomo cinese, vissuto nel IV secolo a.C.. Noto anche come "Maestro Shi Shen", fu contemporaneo di Gan De.
È noto per aver redatto (石申天文, Shi Shen tienwen), l'Astronomia di Shi Shen e uno dei primi cataloghi stellari della storia.

## Osservazioni
Shi Shen avrebbe stabilito la posizione delle 121 stelle riportate nei testi giunti ai nostri giorni. Fu redatto da Shi Shen, sebbene non datato, il primo resoconto dell'osservazione di una macchia solare, talvolta attribuito erroneamente a Gan De. Ipotizzò che le macchie solari dessero origine alle eclissi: nate al centro del Sole, progressivamente ne avrebbero riempito il disco. Sebbene la sua teoria fosse errata, egli comprese che le macchie erano un fenomeno solare.
Gli sono attribuiti un trattato di astronomia in otto volumi (天文, Tienwen, Astronomia), una mappa celeste (浑天图, Huntian Tu) e un catalogo stellare (石氏星簿经赞, Shishi Xingbu Jingzan, o 石氏星经簿赞, Shishi Xingjing Buzan, Catalogo stellare di Shi). Attualmente si ritiene che le ultime due opere siano state scritte da suoi allievi. La maggior parte dei suoi lavori sono andati perduti, ma alcuni importanti testi sono stati tramandati grazie al Trattato di Astrologia dell'era Kaiyuan.

## Influenza
Gan De e Shi Shen sono ampiamente citati nei testi astronomici successivi alla loro epoca. Le loro opere non devono però essere confuse con testi successivi, che recano lo stesso nome.
Il cratere Shi Shen sulla Luna è stato così nominato in suo onore.